# 蒂鲁科伊卢尔
蒂鲁科伊卢尔（Tirukkoyilur），是印度泰米尔纳德邦Viluppuram县的一个城镇。总人口27108（2001年）。

## 人口
该地2001年总人口27108人，其中男性13310人，女性13798人；0—6岁人口2616人，其中男1290人，女1326人；识字率77.73%，其中男性为83.15%，女性为72.50%。